# پل روی آب‌های خروشان (ترانه)
«پل روی آب‌های خروشان» (انگلیسی: Bridge over Troubled Water) ترانه‌ای از گروه دونفرهٔ فولک راک آمریکایی سایمون و گارفانکل است که در ژانویه ۱۹۷۰ به عنوان دومین تک‌آهنگ از پنجمین و آخرین آلبوم استودیویی آن‌ها با همین نام منتشر شد. متن این ترانه را پل سایمون نوشت و سایمون، آرت گارفانکل و روی هیلی تهیه‌کنندگان آن بودند. ترانه دارای آواز اصلی با صدای آرت گارفانکل است و همراهی پیانو، با تأثیر از موسیقی گاسپل و تولیدی به سبک «دیوار صوتی» دارد. این قطعه آخرین ترانه‌ای بود که برای آلبوم ضبط شد اما نخستین آهنگی بود که به‌طور کامل آماده شد. سازهای این ترانه توسط گروه نوازندگان حرفه‌ای مشهور به رکینگ کرو در کالیفرنیا ضبط شدند، در حالی که آوازهای سایمون و گارفانکل در نیویورک ضبط گردیدند. پل سایمون معتقد بود که گارفانکل باید به تنهایی آواز بخواند، پیشنهادی که گارفانکل در ابتدا آن را نپذیرفت. لری نکشتل نوازندهٔ پیانو، جو آزبورن نوازندهٔ گیتار بیس و هال بلین نوازندهٔ درامز این قطعه هستند.